# Max Ehrich
Max Ehrich est un acteur, chanteur et danseur américain, né le 24 juin 1991 à Marlboro dans le New Jersey.

## Biographie
Il a tourné son premier film en 2004, One Easy Job, et obtient le rôle de danseur principal dans High School Musical 3. Il tourne dans la saison 2 et 3 de la série américaine Under the Dome jouant le rôle d'Hunter May, un informaticien / hacker.
Il a été le compagnon de l'actrice et chanteuse américaine, Demi Lovato, de mars à septembre 2020 ; ils s'étaient même fiancés le 22 juillet 2020.

## Filmographie

### Cinéma

#### Long métrage
- 2008 : High School Musical 3 : Nos années lycée (High School Musical 3: Senior Year) de Kenny Ortega : le danseur principal

2019 : Walk. Ride. Rodeo. : tate

#### Courts métrages
- 2004 : One Easy Job de Damian DeMolina : Henry
- 2011 : Grace Face de Luke Kraman : Dylan

### Télévision

#### Séries télévisées
- 2008 : Ugly Betty : Randy (épisodes 5 et 9, saison 3)
- 2010 : iCarly : Adam (épisode 6, saison 4)
- 2010 : Shake It Up : Eddie (épisodes 2 et 8, saison 1)
- 2010 : Super Hero Family (No Ordinary Family) : Dylan (épisode 9, saison 1)
- 2011 : Working Class (en) : Josh (épisode 7, saison 1)
- 2011 : Parenthood : Bradley (épisode 11, saison 2)
- 2012-2015: Les Feux de l'amour (The Young and the Restless): Fenmore Baldwin, Rôle occupé : du 11 juin 2012 au 18 mai 2015.
- 2014 : New York, unité spéciale (Law and Order: Special Victims Unit) : Daniel Pryor (1 épisode)
- 2014-2016 : 100 choses à faire avant le lycée (100 Things to Do Before High School) : Ronbie Martin (10 épisodes)
- 2014-2015 : Under the Dome : Hunter May (19 épisodes)
- 2016 : The Path : Freddie Ridge (3 épisodes)
- 2016-2017 : Sweet/Vicious : Landon Mays (3 épisodes)
- 2017 : Embeds : Quinn Harris (6 épisodes)

#### Téléfilms
- 2010 : The Quinn-tuplets de Mimi Leder : Patrick Quinn adolescent
- 2010 : Team Spitz : Jake
- 2010 : Le Pacte de grossesse (The Pregnancy Pact) de Rosemary Rodriguez : Jesse Moretti

## Nominations et récompenses
| Année | Prix                                                            | Concours            | Résultat   |
| ----- | --------------------------------------------------------------- | ------------------- | ---------- |
| 2011. | Meilleur acteur dans un téléfilm, mini-série, special ou pilote | Young Artist Awards | Nomination |
| 2012  | Meilleur acteur invité dans une série télévisée                 | Young Artist Awards | Nomination |
| 2013  | Meilleur jeune acteur dans une série télévisée dramatique       | Daytime Emmy Awards | Nomination |
| 2014  | Meilleur jeune acteur dans une série télévisée dramatique       | Daytime Emmy Awards | Nomination |
| 2015  | Meilleur jeune acteur dans une série télévisée dramatique       | Daytime Emmy Awards | Nomination |
| 2016  | Meilleur jeune acteur dans une série télévisée dramatique       | Daytime Emmy Awards | Nomination |